# 穆罕默德·扎基·烏拜迪拉
穆罕默德·扎基·烏拜迪拉（2007年6月26日—），印尼男子羽毛球運動員。

## 羽球生涯
2019年11月，扎基·乌拜迪拉出战大发雅达青年(U13,15,17)賽，在男单半决赛以0比2（17-21、19-21）输给了队友的Nazriel  Ezy Diniola。

## 主要比賽成績
只列出曾進入準決賽的國際賽事成績：
| 年份   | 賽事                     | 公開賽級別 | 項目     | 成績   |
| ------ | ------------------------ | ---------- | -------- | ------ |
| 2023年 | 越南羽毛球國際系列賽     | 國際系列賽 | 男子單打 | 準決賽 |
| 2024年 | 亞洲青年羽毛球錦標賽     | 其他       | 混合團體 | 季軍   |
| 2024年 | 印尼羽毛球國際挑戰賽     | 國際挑戰賽 | 男子單打 | 準決賽 |
| 2024年 | 印尼北干巴魯羽毛球大師賽 | 超級100賽  | 男子單打 | 冠軍   |
| 2024年 | 世界青年羽毛球錦標賽     | 其他       | 混合團體 | 冠軍   |
| 2024年 | 世界青年羽毛球錦標賽     | 其他       | 男子單打 | 季軍   |
| 2025年 | 新加坡羽毛球國際挑戰賽   | 國際挑戰賽 | 男子單打 | 冠軍   |
| 2025年 | 蘇迪曼盃                 | 其他       | 混合團體 | 季軍   |

| 2018-2026年 | 總決賽 | 超級1000賽 | 超級750賽 | 超級500賽 | 超級300賽 | 超級100賽 | 國際挑戰賽 | 國際系列賽 | 未來系列賽 | 其他 |

## 外部連結
- 穆罕默德·扎基·烏拜迪拉在BWFBadminton.com（英语）
- 穆罕默德·扎基·烏拜迪拉在BWF.TournamentSoftware.com（英语）
- 穆罕默德·扎基·烏拜迪拉在Flashscore（英语）